# 伊凌涛
伊 凌涛（い りょうとう、2000年5月29日 - ）は、中国の囲碁棋士。福建省邵武市出身、中国囲棋協会所属、七段。呉清源杯中国囲棋新秀争覇戦優勝、浙江平湖・当湖十局杯CCTV電視快棋戦ベスト4など。

## 経歴
邵武市に生まれ、その後寧波市に移り、2008年に浙江省育苗工程甲級戦丙組優勝。2012年安順黄果樹百霊全国少年児童戦少年組優勝。
2014年に晩報杯全国業余囲棋選手権戦優勝し、入段資格を得る。同年囲棋個人戦乙級優勝。2015年二段、三段。2016年四段、利民杯世界囲碁星鋭最強戦ベスト16。2017年呉清源杯新秀戦優勝、五段。2018年六段、七段。2019年CCTV戦ベスト4。
2014年から乙級リーグ参加。2018年は19勝6敗の成績で新人賞、最多勝。中国囲碁棋士ランキングでは、2018年44位。

### 主な棋歴
- 呉清源杯中国囲棋新秀争覇戦 優勝 2017年
- 全国囲棋個人戦 乙級1位 2014年
- 中国囲棋甲級リーグ戦
  - 2014年乙級（遼寧遠大）
  - 2015年乙級（河南亜太）3-4
  - 2016年（山東景芝酒業）1-6
  - 2017年（中信北京）0-1
  - 2018年（山東景芝酒業）19-6（新人賞、最多勝）
  - 2019年（濰坊高新区）7-8